# Tamopsis grayi
Tamopsis grayi là một loài nhện trong họ Hersiliidae. T. grayi được miêu tả năm 1987 bởi Martin Baehr & Barbara Baehr.